# Charmaine Bucco
Charmaine Bucco, interprétée par Kathrine Narducci, est un personnage fictif de la série télévisée d'HBO Les Soprano. Elle est la femme d'Artie Bucco et une amie d'enfance de Carmela et Tony Soprano.
Charmaine ne supporte pas les « fréquentations » de son mari ce qui engendre de nombreuses disputes et un mariage tumultueux.